# Archidiecezjalne Wyższe Seminarium Duchowne w Białymstoku
Archidiecezjalne Wyższe Seminarium Duchowne w Białymstoku, AWSD – seminarium duchowne w Białymstoku, jest spadkobiercą i kontynuatorem tradycji Diecezjalnego Seminarium Duchownego w Wilnie.

## Historia
Uczelnia została przeniesiona z Wilna do Białegostoku w 1945 ze względu na nakaz władz dotyczący zamknięcia seminarium. W 1981 rozpoczęto budowę nowego gmachu, a w kolejnych latach dobudowano część dydaktyczną i rekreacyjną. Seminarium wykształciło ponad 600 księży. Seminarium posiada także bibliotekę.
Rektorzy od 1945 r.:
- ks. Jan Uszyło (1945)
- ks. bp Ignacy Świrski (1945–1946)
- ks. bp Władysław Suszyński (1946–1968)
- ks. Antoni Cichoński (1968–1972)
- ks. Stanisław Piotrowski (1972–1979)
- abp prof. dr hab. Edward Ozorowski (1979–1992)
- ks. Tadeusz Krahel (1992–1993)
- ks. dr Stanisław Hołodok (1993–2001)
- ks. prof. dr hab. Józef Zabielski (2001–2004)
- ks. dr Wojciech Łazewski (2004–2007)
- ks. prof. dr hab. Adam Skreczko (2007–2013)
- ks. dr hab. Andrzej Proniewski (2013–2019)
- ks. dr Marian Strankowski (2019–nadal)